# For Ever Mozart
For Ever Mozart is een Franse oorlogsfilm uit 1996 onder regie van Jean-Luc Godard.

## Verhaal
Tijdens de Joegoslavische Burgeroorlog trekt een groep acteurs naar Sarajevo om er een toneelstuk op te voeren. Onderweg komen ze echter terecht in oorlogssituaties. Intussen tracht een filmregisseur een Europese coproductie op touw te zetten.

## Rolverdeling
| Acteur             | Personage           |
| ------------------ | ------------------- |
| Madeleine Assas    | Camille             |
| Ghalia Lacroix     | Rosette             |
| Bérangère Allaux   | Actrice             |
| Vicky Messica      | Regisseur           |
| Frédéric Pierrot   | Jérôme              |
| Harry Cleven       | Grote schrijver     |
| Michel Francini    | Baron               |
| Sabine Bail        | Sabine              |
| Max André          | Raadgever           |
| Sylvie Herbert     | Moeder              |
| Cécile Reigher     | Assistente          |
| Dominique Pozzetto | Stagiaire           |
| Yasna Zivanovic    | Yasna               |
| Nathalie Dorval    | Journaliste         |
| Dan Thorens        | Servische korporaal |